# Guntung (Limapuluh)
Guntung is een bestuurslaag in het regentschap Batu Bara van de provincie Noord-Sumatra, Indonesië. Guntung telt 3328 inwoners (volkstelling 2010).